# Dark Lunacy
Dark Lunacy to włoski zespół melodic deathmetalowy.

## Muzycy

### Obecny skład zespołu
- Mike Lunacy - śpiew
- Daniele Galassi - gitara
- Andy - gitara basowa
- Alessandro Vagnoni - perkusja
- Claudio Cinquegrana - gitara

### Byli członkowie zespołu
- Mary Ann - gitara
- Simon - gitara
- Enomys - gitara
- Imer - gitara basowa
- Harpad - gitara basowa
- Baijkal - perkusja
- Mathias - perkusja
- Vault - perkusja

## Dyskografia

### Minialbumy
- Silent Storm (1998)

### Dema
- Serenity (1999)
- Promo 2002 (2002)

### Albumy
- Devoid	(2000)
- Forget Me Not (2003)
- The Diarist (2006)
- Weaver Of Forgotten (2010)
- The Day of Victory (2014)
- The Rain After The Snow (2016)

### Splity
- Twice (z grupą Infernal Poetry) (2002)